# Ståle Kyllingstad
Ståle Kyllingstad, né à Kvinesdal le 7 novembre 1903 et mort à Hønefoss le 26 novembre 1987 est un sculpteur et designer norvégien. Ses parents, Retsius Kyllingstad et Tale Katrine Røinestad étaient agriculteurs. Il a épousé la poétesse et romancière Camilla Carlson (1930-1990).
Il a d'abord fréquenté l'École norvégienne des métiers d'art de Voss avant d'intégrer l'Académie nationale norvégienne des beaux-arts (Statens Kunstakademi, qui est désormais une partie de l'École nationale des arts d'Oslo). Il s'est rendu à Paris en 1926 pour compléter son apprentissage auprès d'Antoine Bourdelle.
Kyllingstad est connu pour son implication dans le rapport entre art et construction architecturale, pour ses monuments aux morts et pour ses créations pour la verrerie Hadeland Glassverk, dont il a été le directeur artistique entre 1936 et 1946. Il a aussi été critique d'art pour le quotidien Nationen.
Il est également connu pour Le garçon et la sirène, dans le Kannikparken de Stavanger (1933) ; pour les ours qui se trouvent à l'entrée du pont de Hønefoss (1952) ; et pour la tête géante de l'homme de lettres Aasmund Olavsson Vinje, qui se trouve au bord du lac à Eidsbugarden (1959).

Il affirmait avoir sculpté plus de 800 tonnes de granit au cours de sa carrière.
Le Musée national accueille plusieurs de ses œuvres dans ses collections : la statuette Okse (1956), et un portrait sculpté de l'écrivain Finn Carling,, et plusieurs verres dessinés par Kyllingstad.